# Judith Barsi
Judith Eva Barsi (Los Angeles, 6 giugno 1978 – Los Angeles, 25 luglio 1988) è stata un'attrice statunitense.
Iniziò la sua carriera da attrice bambina in televisione, facendo apparizioni in spot pubblicitari e programmi televisivi, e in seguito apparve nel film Lo squalo 4 - La vendetta e partecipò come doppiatrice ai film d'animazione di Don Bluth Alla ricerca della Valle Incantata e Charlie - Anche i cani vanno in paradiso. Nel 1988, dopo anni di abusi fisici e psicologici, il padre József uccise Judith e sua madre Maria prima di spararsi, in un duplice omicidio-suicidio, nella loro casa di West Hills (Los Angeles).

## Biografia
Judith Eva Barsi nacque il 6 giugno 1978 a Los Angeles, figlia di József Istvan Barsi e Maria Barsi (nata Virovacz), entrambi immigrati dalla Repubblica Popolare d'Ungheria dopo la rivoluzione ungherese del 1956. I due erano emigrati in momenti diversi e si erano incontrati in un ristorante in California, dove Maria lavorava come cameriera. Entrambi erano stati precedentemente sposati.
Maria iniziò a crescere la figlia per farla diventare un'attrice, e all'età di cinque anni Judith venne scoperta in una pista di pattinaggio. Judith comparve in più di 70 spot pubblicitari e come guest star in televisione. Oltre alla sua carriera in televisione, Judith apparve in diversi film, tra cui Lo squalo 4 - La vendetta, e doppiò il personaggio di Ducky in Alla ricerca della Valle Incantata.
Quando iniziò la quarta elementare, Judith guadagnava circa 100.000 dollari l'anno, che aiutarono la sua famiglia a comprare una casa con tre camere da letto a West Hills. Poiché era bassa per la sua età (era alta 1,12 metri all'età di 10 anni), Judith iniziò a ricevere iniezioni di ormoni della UCLA per favorire la sua crescita. Le sue dimensioni portavano i direttori di casting a scritturarla per ruoli di bambine più giovani della sua età effettiva. La sua agente disse al Los Angeles Times che quando Judith aveva dieci anni interpretava ancora bambine di 7 o 8 anni.
Mentre la carriera di Judith decollava, József divenne sempre più violento, geloso e paranoico, e avrebbe regolarmente minacciato di uccidere se stesso, la moglie e la figlia. Il suo alcolismo peggiorò, e portò a tre diversi arresti per guida in stato di ebbrezza. Nel dicembre 1986 Maria riferì alla polizia delle minacce e della violenza fisica del marito nei suoi confronti. Dopo che non furono trovati segni fisici di abuso, Maria decise di non sporgere denuncia contro József.
Dopo l'incidente, József smise di bere, ma continuò a minacciare la moglie e la figlia, ad esempio di tagliare loro la gola e bruciare la casa. Nascose un telegramma che informava Maria che un suo parente in Ungheria era morto per evitare che lei e Judith lasciassero l'America. La violenza fisica continuò, e Judith disse a un amico che suo padre le gettava addosso pentole e padelle facendole sanguinare il naso. A causa degli abusi del padre, Judith cominciò a ingrassare e a comportarsi in modo inquietante, ad esempio strappandosi tutte le ciglia ed estraendo i baffi del suo gatto. Dopo essere scoppiata in lacrime di fronte alla sua agente nel corso di un provino di canto per Charlie - Anche i cani vanno in paradiso, Judith fu portata da Maria da uno psicologo infantile, che identificò un grave abuso fisico ed emotivo e riferì le sue scoperte ai Child Protective Services.

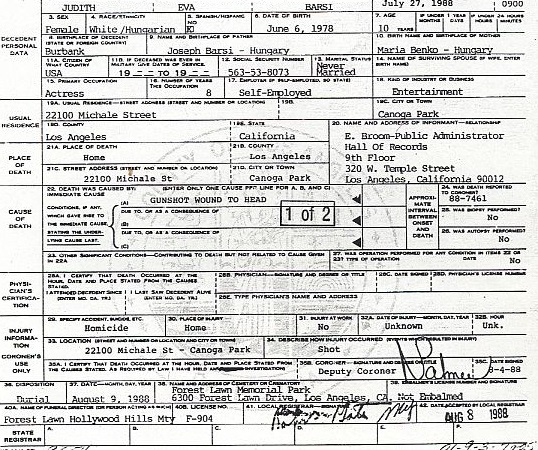
Certificato di morte di Judith Barsi

L'indagine fu abbandonata dopo che Maria assicurò l'assistente sociale che aveva intenzione di avviare una procedura di divorzio contro József e che lei e Judith stavano per trasferirsi in un appartamento di Panorama City che aveva da poco affittato come rifugio diurno dal marito. Gli amici esortarono Maria a seguire il piano, ma lei resistette poiché non voleva perdere casa e beni di famiglia.
Il 27 luglio 1988 i corpi senza vita di Judith e dei suoi genitori furono trovati nella loro casa, danneggiata da un incendio, a seguito della segnalazione di una vicina che aveva sentito un'esplosione e visto del fumo uscire dalla casa. Dalle indagini nelle ore successive risultò che József aveva sparato a Maria in un corridoio e a Judith nel suo letto, aveva cosparso di benzina i corpi e aveva dato loro fuoco, quindi si era recato nel garage e si era suicidato; tutti e tre i corpi erano stati colpiti alla testa con una pistola. Fu determinato che gli omicidi sarebbero stati commessi due giorni prima del ritrovamento, in quanto il 25 luglio Judith aveva saltato un appuntamento alla Hanna-Barbera Productions; l'agente di Judith riferì che József le aveva detto che una grossa macchina era arrivata e aveva portato la moglie e la figlia a San Diego, quindi la sera successiva l'uomo le aveva detto in una telefonata che aveva deciso di andarsene definitivamente da casa, ma che aveva intenzione di restare abbastanza a lungo da "dire addio alla sua bambina". Judith e sua madre furono sepolte nel Forest Lawn Memorial Park, in lotti adiacenti.
L'ultimo film di Judith, Charlie - Anche i cani vanno in paradiso, in cui doppia l'orfana Anne-Marie, fu distribuito nel 1989. Don Bluth, co-regista del film e regista di Alla ricerca della Valle Incantata, la descrisse come "assolutamente sorprendente", e aveva previsto una sua ampia partecipazione alle sue produzioni future.

## Filmografia

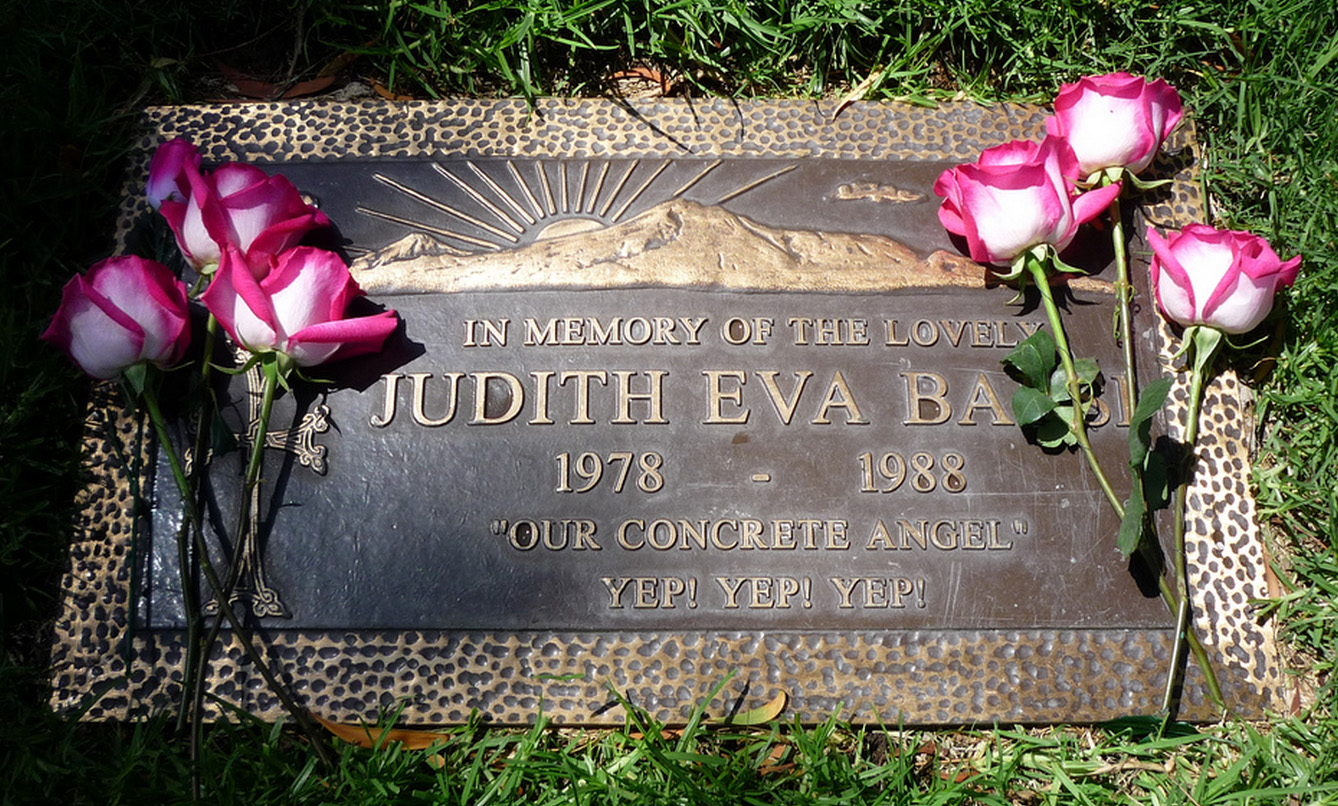
La tomba di Judith al Forest Lawn Memorial Park

### Cinema
- A prova di vendetta (Eye of the Tiger), regia di Richard C. Sarafian (1986)
- Slamdance - Il delitto di mezzanotte (Slam Dance), regia di Wayne Wang (1987)
- Lo squalo 4 - La vendetta (Jaws: The Revenge), regia di Joseph Sargent (1987)

### Televisione
- Jessie – serie TV, episodio 1x09 (1984)
- Fatal Vision, regia di David Greene – miniserie TV (1984)
- Vittime del silenzio (Kids Don't Tell), regia di Sam O'Steen – film TV (1985)
- Do You Remember Love, regia di Jeff Bleckner – film TV (1985)
- Ai confini della realtà (The Twilight Zone) – serie TV, episodio 1x02 (1985)
- There Were Times, Dear, regia di Nancy Malone – film TV (1985)
- Professione pericolo (The Fall Guy) – serie TV, episodio 5x08 (1985)
- Mai dire sì (Remington Steele) – serie TV, episodio 4x13 (1986)
- Punky Brewster – serie TV, episodi 2x18-2x19 (1986)
- Trapper John (Trapper John, M.D.) – serie TV, episodio 7x12 (1986)
- Cin cin (Cheers) – serie TV, episodio 4x23 (1986)
- New York New York (Cagney & Lacey) – serie TV, episodio 6x04 (1986)
- The New Gidget – serie TV, episodio 1x18 (1986)
- Love Boat (The Love Boat) – serie TV, episodi 10x02-10x03 (1986)
- Destination America, regia di Corey Allen – film TV (1987)
- The Tracey Ullman Show – serie TV, episodi 2x03-2x17 (1987-1988)
- A cuore aperto (St. Elsewhere) – serie TV, episodio 6x21 (1988)
- Genitori in blue jeans (Growing Pains) – serie TV, episodio 3x26 (1988)
- ABC Afterschool Specials – serie TV, episodio 17x02 (1988)

### Doppiatrice
- Alla ricerca della Valle Incantata (The Land Before Time), regia di Don Bluth (1988)
- Charlie - Anche i cani vanno in paradiso (All Dogs Go to Heaven), regia di Don Bluth, Gary Goldman e Dan Kuenster (1989)

## Doppiatrici italiane
Nelle versioni in italiano delle opere in cui ha recitato, Judith Barsi è stata doppiata da: 
- Federica De Bortoli ne Lo squalo 4 - La vendetta
- Debora Magnaghi in Ai confini della realtà

Come doppiatrice è stata sostituita da:
- Federica De Bortoli in Alla ricerca della Valle Incantata
- Myriam Catania in Charlie - Anche i cani vanno in paradiso